# Alejandro Altuna
Alejandro Altuna (Laborde, 19 gennaio 1992) è un calciatore argentino, centrocampista svincolato.

## Caratteristiche tecniche
È un mediano.

## Carriera

### Club
Ha esordito in Primera División il 20 agosto 2018 con la maglia del San Martín (T) disputando l'incontro pareggiato 1-1 contro l'Unión (SF).